# Nino Bolkwadse

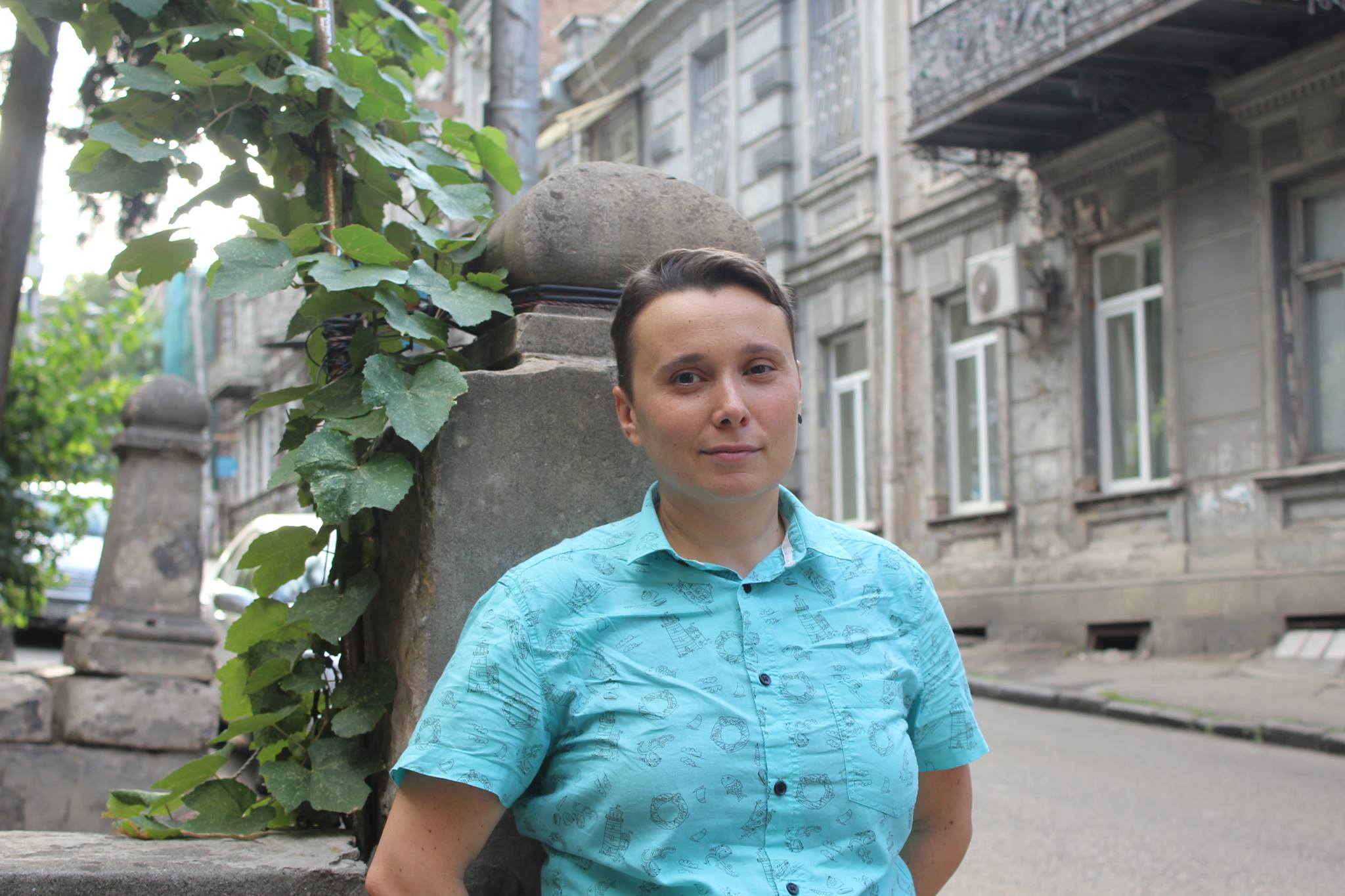
Nino Bolkwadse (2017)

Nino Bolkwadse (georgisch ნინო ბოლქვაძე; * 1977) ist eine georgische Rechtsanwältin und LGBT-Aktivistin.

## Leben
Bolkwadse wuchs in Georgien auf. Bereits in ihrer Jugend wusste sie, dass sie lesbisch ist, heiratete jedoch unter dem Druck ihrer Familie und der Gesellschaft im Alter von 16 Jahren einen zehn Jahre älteren Mann. Das Paar bekam zwei Töchter und blieb über zehn Jahre zusammen, ehe Bolkwadse sich schließlich trennte und die Kinder fortan allein großzog. 2012 hatte sie ihr erstes privates Coming-out, 2015 outete sie sich in einer Talkshow im georgischen Fernsehen vor der ganzen Nation. In der Folge kam es zu einem Bruch mit einigen Familienmitgliedern. Heute hat Bolkwadse eine Lebenspartnerin und wieder teilweise Kontakt zu ihrer Familie.

## Karriere

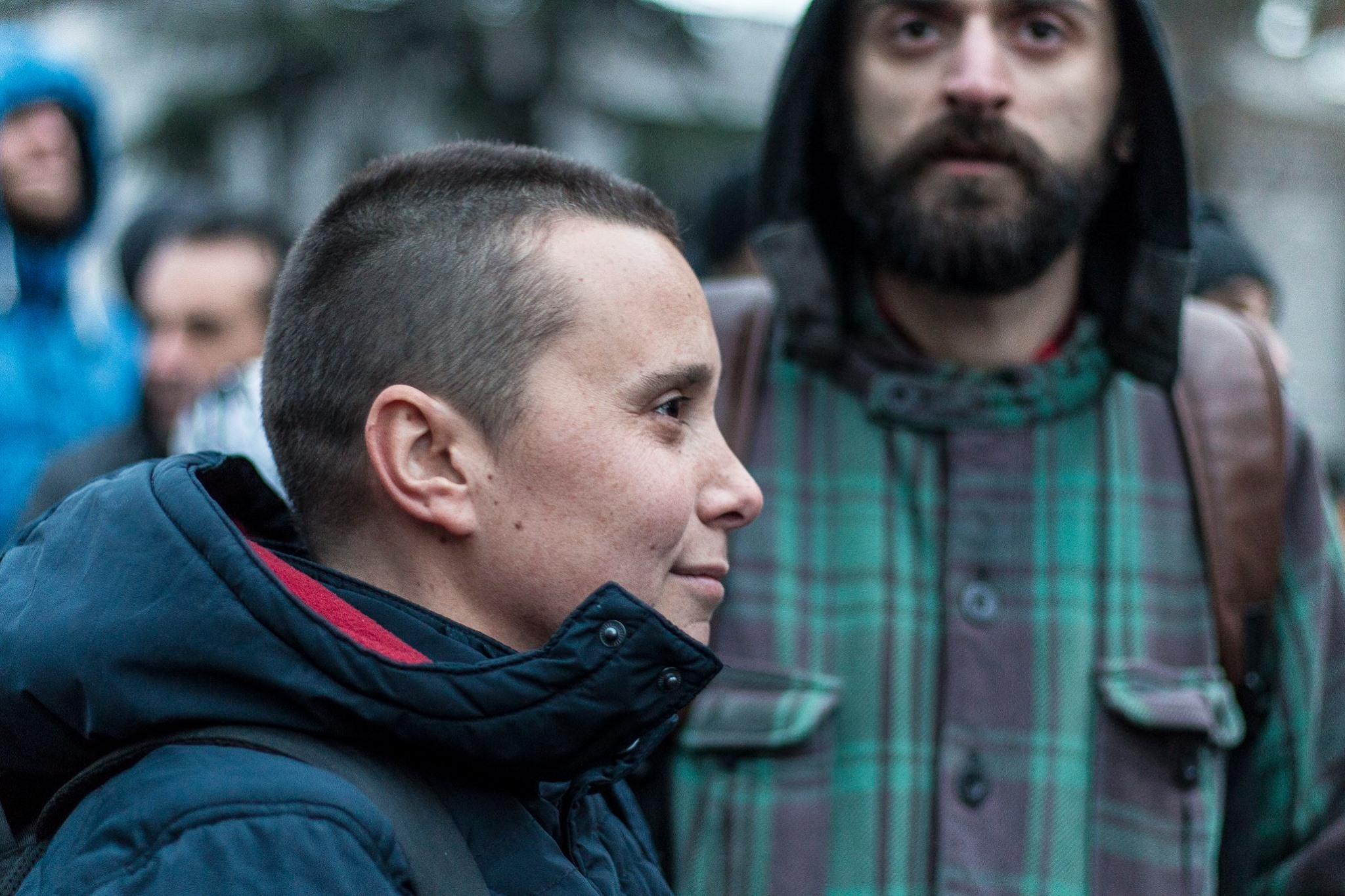
Nino Bolkwadse (2017)

Als Rechtsanwältin hat Bolkwadse sich auf Diskriminierung und Gewalt gegen Minderheiten spezialisiert und arbeitet für diverse NGOs, darunter Identoba und The Equality Movement. Sie vertritt Klienten vor Gericht, führt Studien zur Lebenssituation von LGBT-Personen durch und fungiert als Expertin für LGBT-Rechte und Antidiskriminierung in Georgien. In ihrer Arbeit begegnet sie großen Herausforderungen. In einer Studie aus dem Jahr 2014 wurde Georgien als eines der homophobsten Länder der Welt eingestuft, wobei der Einfluss der georgischen orthodoxen Kirche ein wesentlicher Faktor ist.
Neben ihrer beruflichen Tätigkeit als Anwältin wirkt Bolkwadse bei der Organisation diverser Veranstaltungen mit. So war sie 2013 an einer Rallye anlässlich des Internationalen Tags gegen Homophobie beteiligt, die von zahlenmäßig weit überlegenen Gegendemonstranten gewaltsam niedergeschlagen wurde. Mehrere Demonstranten und Polizisten mussten im Krankenhaus behandelt werden, der Rest konnte fliehen.
In den Folgejahren wirkte Bolkwadse an vielen weiteren Aktionen mit. So veranstaltete sie im Jahr 2019 mit anderen das erste Gay Pride Event Georgiens. Aufgrund von Sicherheitsbedenken musste die ursprünglich geplante Parade abgesagt werden. Dennoch fanden sich am 8. Juli 2019 rund zwei Dutzend Demonstranten zu einer Demonstration vor dem Innenministerium zusammen.
Bolkwadse tritt auch als Expertin in den Medien auf. So kommentierte sie u. a. den Tod von Lika, einer georgischen Transfrau, die trotz ihrer AIDS-Erkrankung medizinisch nicht behandelt worden war und kritisierte die Behörden scharf.

## Politische Karriere
Im Jahr 2017 kandidierte Bolkwadse als erste offen homosexuelle Person für ein politisches Amt in Georgien. Sie trat für die kleine Oppositionspartei der Republikaner in der Wahl des Stadtrats von Tiflis an. Zu ihren Themen gehörten Rechte für alleinerziehende Mütter, Schutzunterkünfte für Menschen aus dem LGBT-Spektrum und eine konsequente Ahndung und Bestrafung von Hasskriminalität und Gewalt gegen Minderheiten.
Letztlich wurde Bolkwadse nicht in den Stadtrat gewählt. Ihre Kandidatur gilt jedoch als ein Meilenstein in der Emanzipation von LGBT-Personen in Georgien.